# Impact Wrestling Genesis
Genesis is een jaarlijks professioneel worstel-pay-per-view (PPV) evenement dat georganiseerd wordt door de Amerikaanse worstelorganisatie Impact Wrestling (voorheen bekend als Total Nonstop Action Wrestling (TNA)). De benaming werd oorspronkelijk gebruikt op 6 mei 2003, voor een twee uur durende DirecTV-special die vroege momenten in de geschiedenis van TNA belichtte.
Genesis was eigenlijk niet een van de oorspronkelijke namen die TNA gebruikte voor de eerste twaalf pay-per-view evenementen, maar werd uiteindelijk aan de rotatie toegevoegd als de dertiende pay-per-view naam tijdens een tijd van naamschudden van de kant van TNA Management . Alle evenementen, op drie na, zijn gehouden in de Impact Zone. Oorspronkelijk werd Genesis gehouden in november, maar werd verplaatst naar januari vanaf 2009. Om deze reden had 2008 geen Genesis PPV evenement. Er zijn slechts vijf wereldkampioenschapswedstrijden in de hoofdwedstrijd geweest. Genesis werd later uitgezonden als een Impact Wrestling tv-special op Spike TV op 16 januari 2014 en op Pop in 2017 en 2018.

## Evenementen
| Evenement    | Datum                           | Stad                      | Locatie             | Main Event |
| ------------ | ------------------------------- | ------------------------- | ------------------- | --- |
| Genesis 2005 | 13 november 2005                | Orlando, Florida          | Impact Zone         | Rhino & Team 3D (Brother Ray & Devon) vs. Jeff Jarrett & America's Most Wanted (Chris Harris & James Storm) in een 6-man tag team match                           |
| Genesis 2006 | 19 november 2006                | Orlando, Florida          | Impact Zone         | Kurt Angle vs. Samoa Joe |
| Genesis 2007 | 11 november 2007                | Orlando, Florida          | Impact Zone         | Kurt Angle (c) & Kevin Nash vs. Booker T & Sting in a Tag Team match voor het TNA World Heavyweight Championship                                                  |
| Genesis 2009 | 11 januari 2009                 | Charlotte, North Carolina | Bojangles' Coliseum | Mick Foley & The TNA Front Line (A.J. Styles & Brother Devon) vs. Cute Kip & The Main Event Mafia (Booker T & Scott Steiner) in een 6-man tag team Hardcore match |
| Genesis 2010 | 17 januari 2010                 | Orlando, Florida          | Impact Zone         | A.J. Styles (c) vs. Kurt Angle in een Last Chance match voor het TNA World Heavyweight Championship                                                               |
| Genesis 2011 | 9 januari 2011                  | Orlando, Florida          | Impact Zone         | Jeff Hardy (c) vs. Mr. Anderson voor het TNA World Heavyweight Championship                                                                                       |
| Genesis 2012 | 8 januari 2012                  | Orlando, Florida          | Impact Zone         | Bobby Roode (c) vs. Jeff Hardy voor het TNA World Heavyweight Championship                                                                                        |
| Genesis 2013 | 13 januari 2013                 | Orlando, Florida          | Impact Zone         | Jeff Hardy (c) vs. Austin Aries vs. Bobby Roode in een Triple Threat Elimination match voor het TNA World Heavyweight Championship                                |
| Genesis 2014 | 16 januari 2014 23 januari 2014 | Huntsville, Alabama       | Von Braun Center    | Sting vs. Ethan Carter III (16 januari) Magnus (c) vs. Sting voor het TNA World Heavyweight Championship (23 januari)                                             |
| Genesis 2017 | 26 januari 2017                 | Orlando, Florida          | Impact Zone         | Eddie Edwards (c) vs. Lashley in een 30-minuten Iron Man match voor het TNA World Heavyweight Championship                                                        |
| Genesis 2018 | 25 januari 2018                 | Ottawa, Ontario, Canada   | Aberdeen Pavilion   | Eli Drake (c) vs. Alberto El Patron vs. Johnny Impact in een Six-Sides of Steel Cage match voor het Impact Global Championship                                    |
| Genesis 2021 | 9 januari 2019                  | Nashville, Tennessee      | Skyway Studios      | Willie Mack vs. Moose in een "I Quit" match |